# Maren Derlien
Maren Derlien (* 17. Dezember 1975 in Hamburg) ist eine ehemalige deutsche Riemenruderin, die früher im Skull aktiv war.

## Leben
Maren Derlien besuchte das Gymnasium Hummelsbüttel im gleichnamigen Hamburger Stadtteil.
Derlien startete für die RG Hansa Hamburg. Im Juniorenalter und in der Altersklasse der unter 23-Jährigen gehörte sie zu den besten Ruderinnen. Bei den Ruder-Weltmeisterschaften 1999 in St. Catharines startete sie das erste Mal in der Erwachsenenklasse bei Weltmeisterschaften und wurde auf Anhieb Weltmeisterin im Doppelvierer zusammen mit Meike Evers, Manuela Lutze und Kerstin Kowalski. Die drei anderen Ruderinnen wurden 2000 zusammen mit Manja Kowalski Olympiasiegerinnen. Derlien beendete ihre Karriere nach der Nichtnominierung.
Nach einigen Jahren kehrte Derlien als Riemenruderin zurück. Bei den Olympischen Spielen 2004 fuhr sie in die Weltklasse, als sie zusammen mit Sandra Goldbach Fünfte im Zweier ohne Steuerfrau wurde. Seit 2005 gehörte Derlien zum deutschen Frauenachter. Für die Olympischen Spiele 2008 war Maren Derlien zusammen mit Lenka Wech im Zweier nominiert. In diesem Boot erreichten Wech und Derlien den vierten Platz; die beiden traten auch mit dem Achter an, erreichten aber nicht das A-Finale.
Maren Derlien ist Diplom-Sportwissenschaftlerin und arbeitet als freie Journalistin. Außerdem arbeitet sie als Trainer für Jugendliche beim Ruderclub Germania Düsseldorf.

## Internationale Erfolge
- 1993: 1. Platz im Doppelvierer (Junioren-Weltmeisterschaften)
- 1994: 1. Platz im Doppelzweier (U23-Weltmeisterschaften)
- 1995: 1. Platz im Einer (U23-Weltmeisterschaften)
- 1996: 2. Platz im Einer (U23-Weltmeisterschaften)
- 1997: 1. Platz im Doppelvierer (U23-Weltmeisterschaften)
- 1999: 1. Platz im Doppelvierer (Weltmeisterschaften)
- 2004: 5. Platz im Zweier ohne (Olympische Spiele)
- 2005: 6. Platz im Achter (Weltmeisterschaften)
- 2006: 2. Platz im Achter (Weltmeisterschaften)
- 2007: 5. Platz im Achter (Weltmeisterschaften)
- 2007: 1. Platz im Zweier ohne (Europameisterschaften)
- 2008: 4. Platz im Zweier ohne (Olympische Spiele)